# Reichsstraße 151
Die Reichsstraße 151 (R 151) war bis 1945 eine Staatsstraße des Deutschen Reichs, die vollständig in der damaligen preußischen Provinz Schlesien lag und von Bad Charlottenbrunn (jetzt Jedlina-Zdrój) südöstlich von Waldenburg (jetzt Wałbrzych), wo sie von der Reichsstraße 152 abzweigte, auf der Trasse der heutigen polnischen DW 383 über Peterswaldau im Eulengebirge (jetzt Dzierżoniów; hier Kreuzung mit der damaligen Reichsstraße 115) und Heidersdorf (jetzt Łagiewniki) verlief, wo die Reichsstraße 116 gekreuzt wurde, weiter zunächst auf der Trasse der heutigen Droga krajowa 39 und dann der DW 378 über Strehlen  (jetzt Strzelin) nach Grottkau (jetzt Grodków), wo sie an der damaligen Reichsstraße 148 endete.
Ihre Gesamtlänge betrug rund 92 Kilometer.